# Pobeda (azienda)
Pobeda LCC, (in russo: Победа, lett. 'Vittoria', che si autodefinisce pobeda), è una compagnia aerea a basso costo e una consociata interamente controllata di Aeroflot, la compagnia di bandiera e la più grande compagnia aerea della Russia. Opera servizi di linea verso destinazioni nazionali e internazionali principalmente dai suoi hub di Mosca.
Da quando le operazioni sono iniziate alla fine del 2014, Pobeda è considerata una delle compagnie aeree in più rapida crescita in Russia e in Europa nel 2019, diventando la terza più grande compagnia aerea in Russia nel febbraio 2019, avendo trasportato 689.100 passeggeri nel gennaio 2019, in miglioramento del 43,7% rispetto al mese dell'anno precedente e con un valore dichiarato di 800 milioni di dollari.

## Storia
La società Budget Carrier, LLC è stata registrata il 16 settembre 2014 con Aeroflot come unico azionista. È il secondo tentativo di Aeroflot di formare un vettore low-cost, dopo Dobrolet, che ha cessato l'attività nell'agosto 2014. Pobeda ha ricevuto il certificato di operatore aereo l'11 novembre 2014 e ha effettuato il suo primo volo il 1º dicembre dello stesso anno, da Mosca-Vnukovo a Volgograd. Il vettore ha superato i 2 milioni di passeggeri nel settembre 2015, dopo nove mesi di attività.
La compagnia aerea sperava di introdurre un servizio da Mosca a Bratislava nell'ottobre 2015, ma l'Agenzia federale russa per il trasporto aereo ha rifiutato la domanda per operare voli internazionali poiché la compagnia aerea avrebbe dovuto operare internamente per almeno due anni. L'aeroporto di Bratislava e Pobeda, tuttavia, hanno annunciato il lancio del primo volo internazionale per Bratislava il 19 dicembre 2015. Pobeda ha commercializzato anche il proprio servizio da Mosca a Vienna, in Austria, tramite un programma fly-and-ride, con un viaggio in autobus da Bratislava a Vienna incluso come parte del servizio.
Nel dicembre 2015, Pobeda ha annullato la rotta pianificata per Salisburgo dopo che erano stati venduti solo 34 biglietti.
Nell'agosto 2018, Pobeda ha annunciato che per la registrazione dei passeggeri negli aeroporti stranieri sarebbe stata applicata una tariffa di 25 euro a persona. Ciò ha causato un'ampia protesta pubblica e nel dicembre 2018 l'ufficio del procuratore interregionale dei trasporti di Mosca ha intentato una causa contro tale decisione della compagnia aerea.
Nell'ottobre 2019, il tribunale ha stabilito che la compagnia aerea avrebbe dovuto annullare la tassa di registrazione per i passeggeri negli aeroporti stranieri. In risposta, Pobeda ha annunciato un aumento del 40% dei prezzi dei biglietti dall'estero.
Nell'agosto 2021, Andrey Kalmykov, CEO di Pobeda, ha espresso un punto di vista scettico sugli aiuti di Stato alle compagnie aeree russe, descrivendo eventuali cancellazioni e divieti di rotte e destinazioni aeree come rischi commerciali. Dopo l'invasione russa dell'Ucraina nel 2022, Andrey Kalmykov ha lasciato l'azienda.

## Flotta
Ad aprile 2025 la flotta di Pobeda è così composta: